# Biserica „Sfântul Gheorghe” din Chițcanii Vechi
Biserica „Sf. Gheorghe” este o biserică amplasată în Chițcanii Vechi, raionul Telenești, Republica Moldova. Este un monument arhitectural de importanță națională inclus în Registrul monumentelor Republicii Moldova ocrotite de stat cu nr. 1479 (raionul Telenești). Datează din 1854.